# Los Blázquez
Los Blázquez is een gemeente in de Spaanse provincie Córdoba in de regio Andalusië met een oppervlakte van 103 km². Los Blázquez telt 695 inwoners (1 januari 2016).

## Demografische ontwikkeling
Bron: INE, 1857-2011: volkstellingen